# Vila Pouca da Beira
Vila Pouca da Beira is een dorp en freguesia (deelgemeente) in de Portugese gemeente Oliveira do Hospital.
De freguesia heeft een oppervlakte van 5,12 km² en heeft 383 inwoners (2001), het dorp Vila Pouca een 250. De bevolkingsdichtheid bedraagt 74,8 inwoners per km². Naast het dorp zelf omvat de freguesia ook de buurtschap Digueifel.
Tot aan het begin van de 19e eeuw was Vila Pouca een zelfstandige gemeente. In 1801, toen de gemeente een freguesia werd van de gemeente Avô, had Vila Pouca 402 inwoners. In 1855 ging de gemeente Avô, en daarmee ook Vila Pouca, op in de gemeente Oliveira do Hospital.
In Vila Pouca bevindt zich een voormalig achttiende-eeuws klooster, het Convento do Desagravo do Santíssimo Sacramento ("Klooster van de Verlichting van het Heilige Sacrament"), dat in het begin van de negentiende eeuw een militair hospitaal werd en uiteindelijk, aan het begin van de eenentwintigste eeuw, werd omgebouwd tot pousada.

Convento do Desagravo do Santíssimo Sacramento
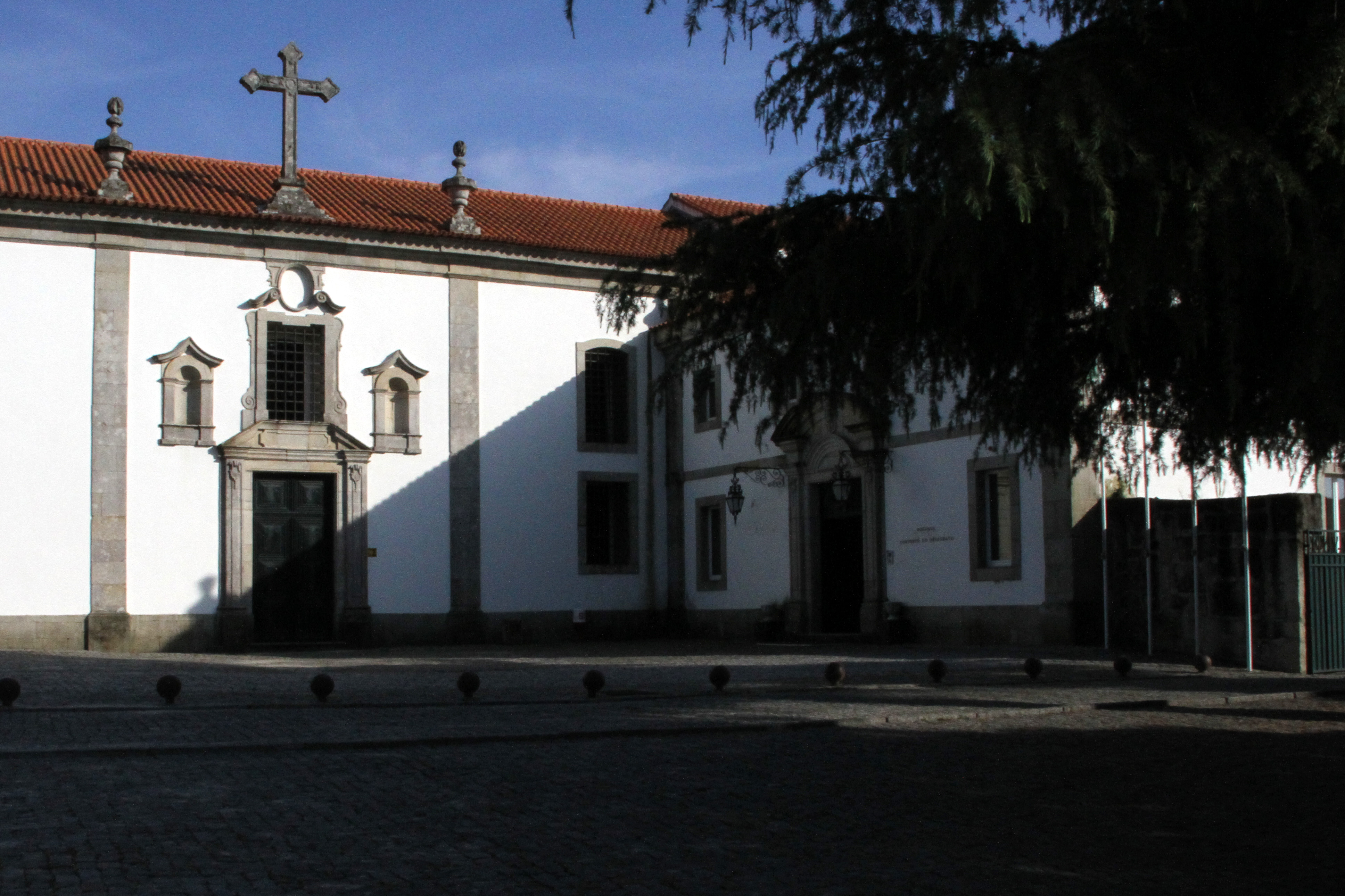
Convento
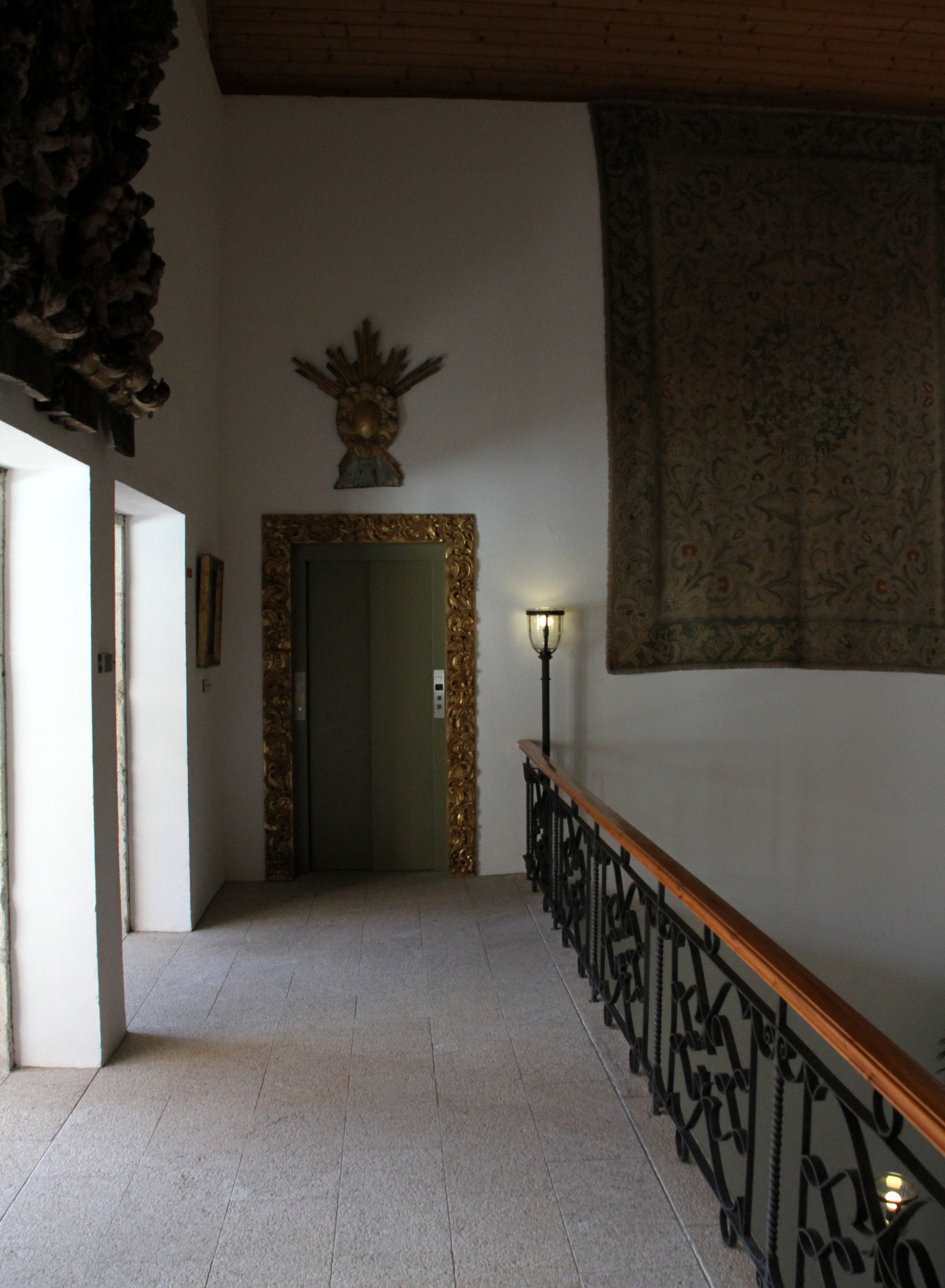
Hal in de pousada
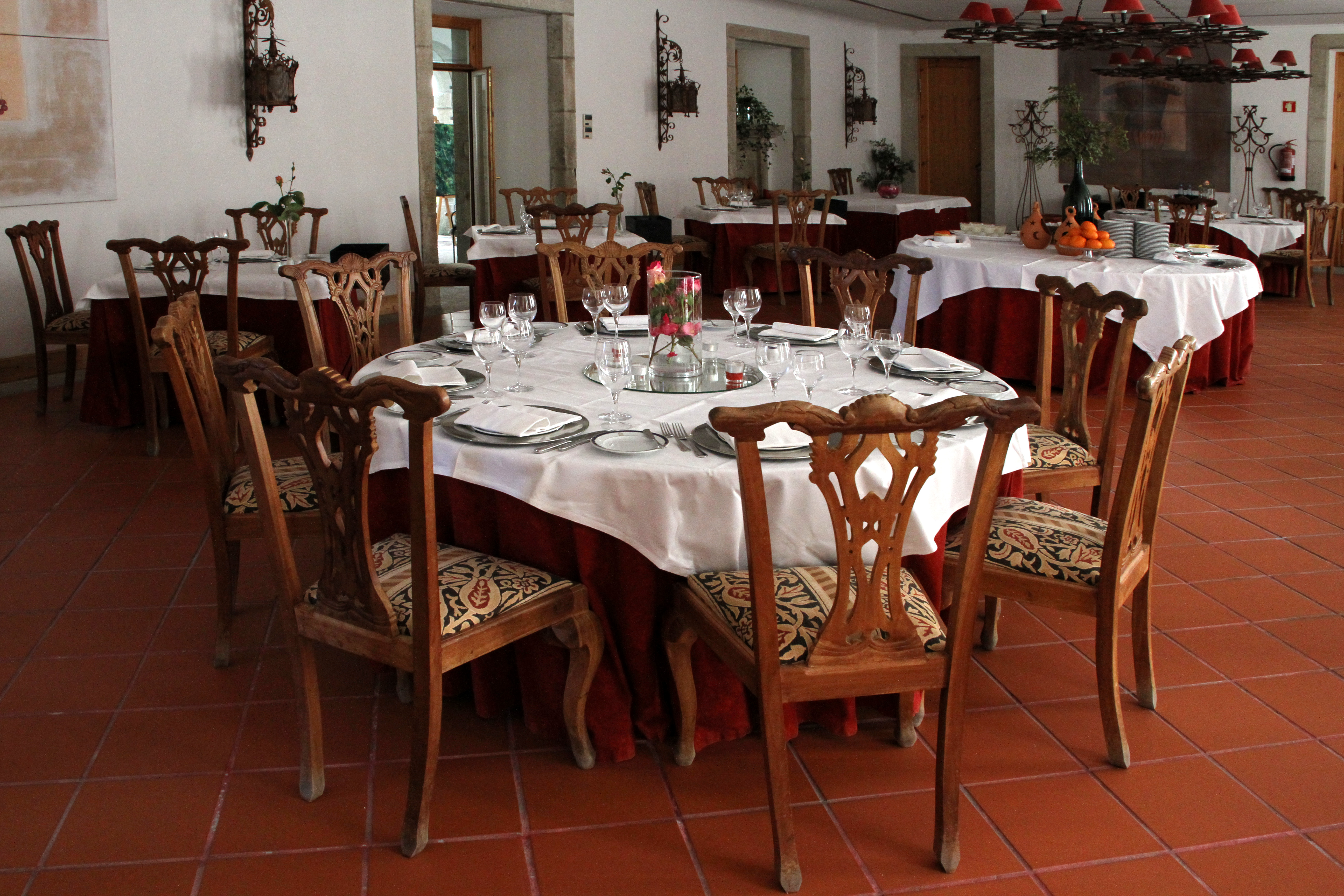
Het restaurant van de pousada
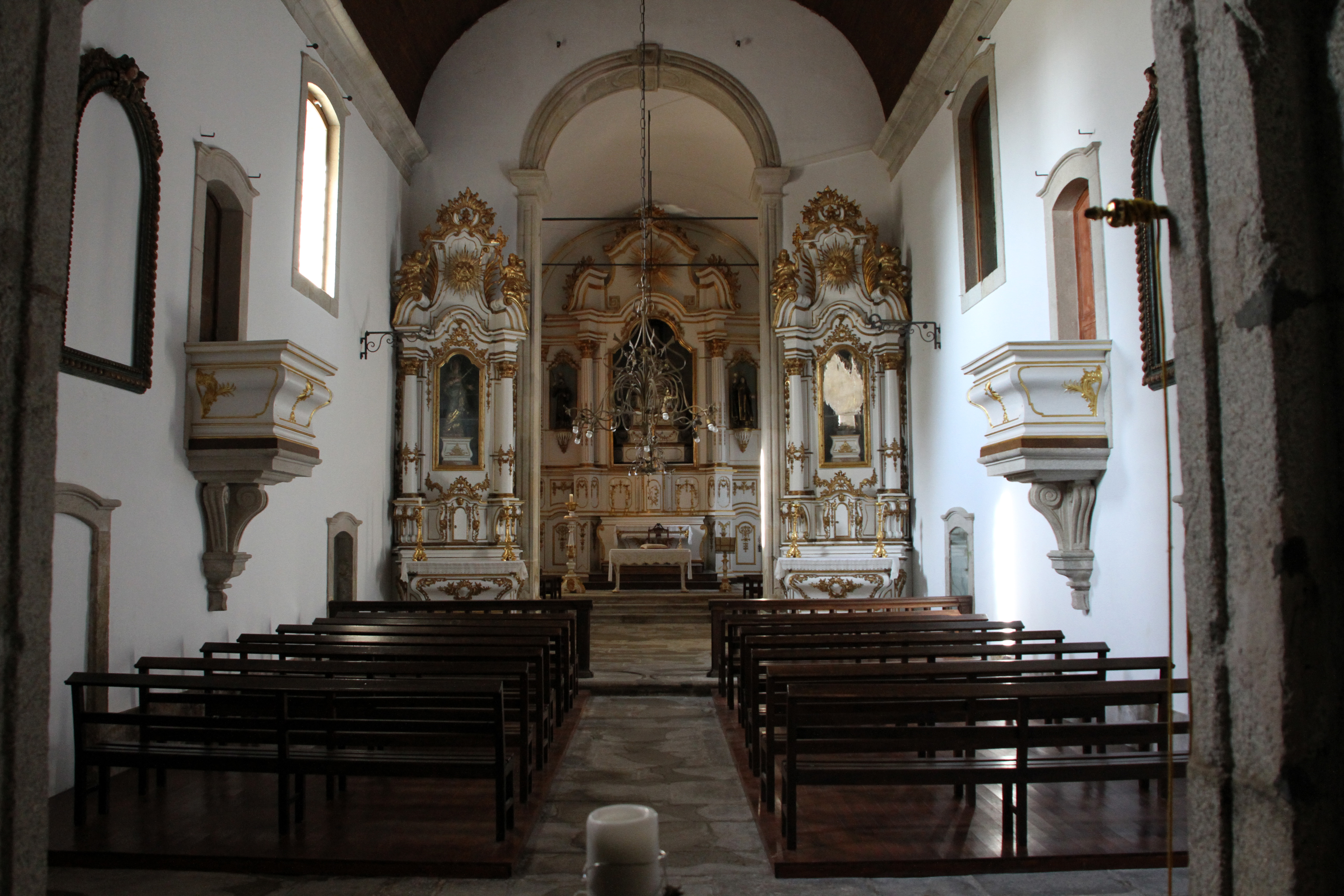
Kerk
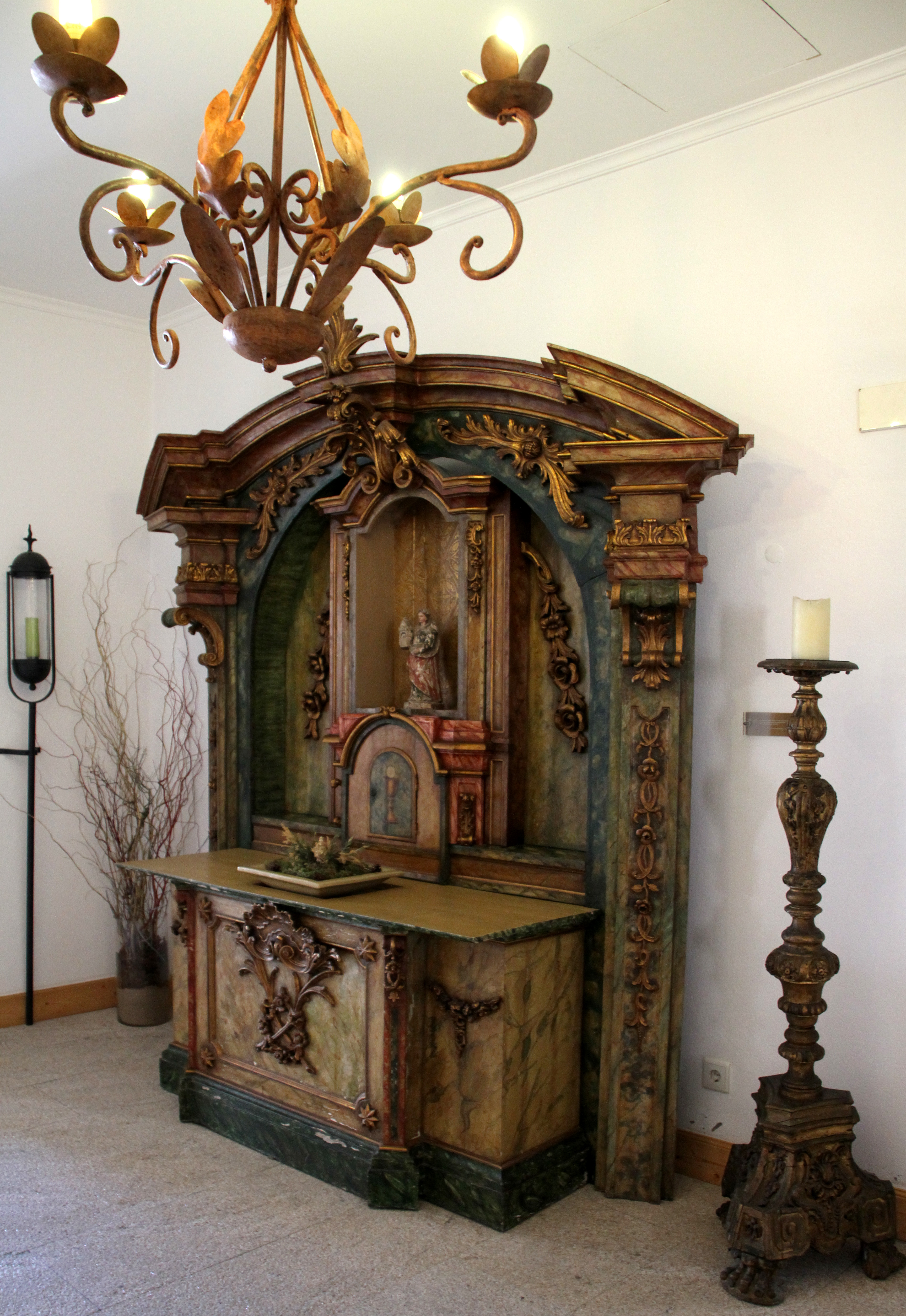
Altaar
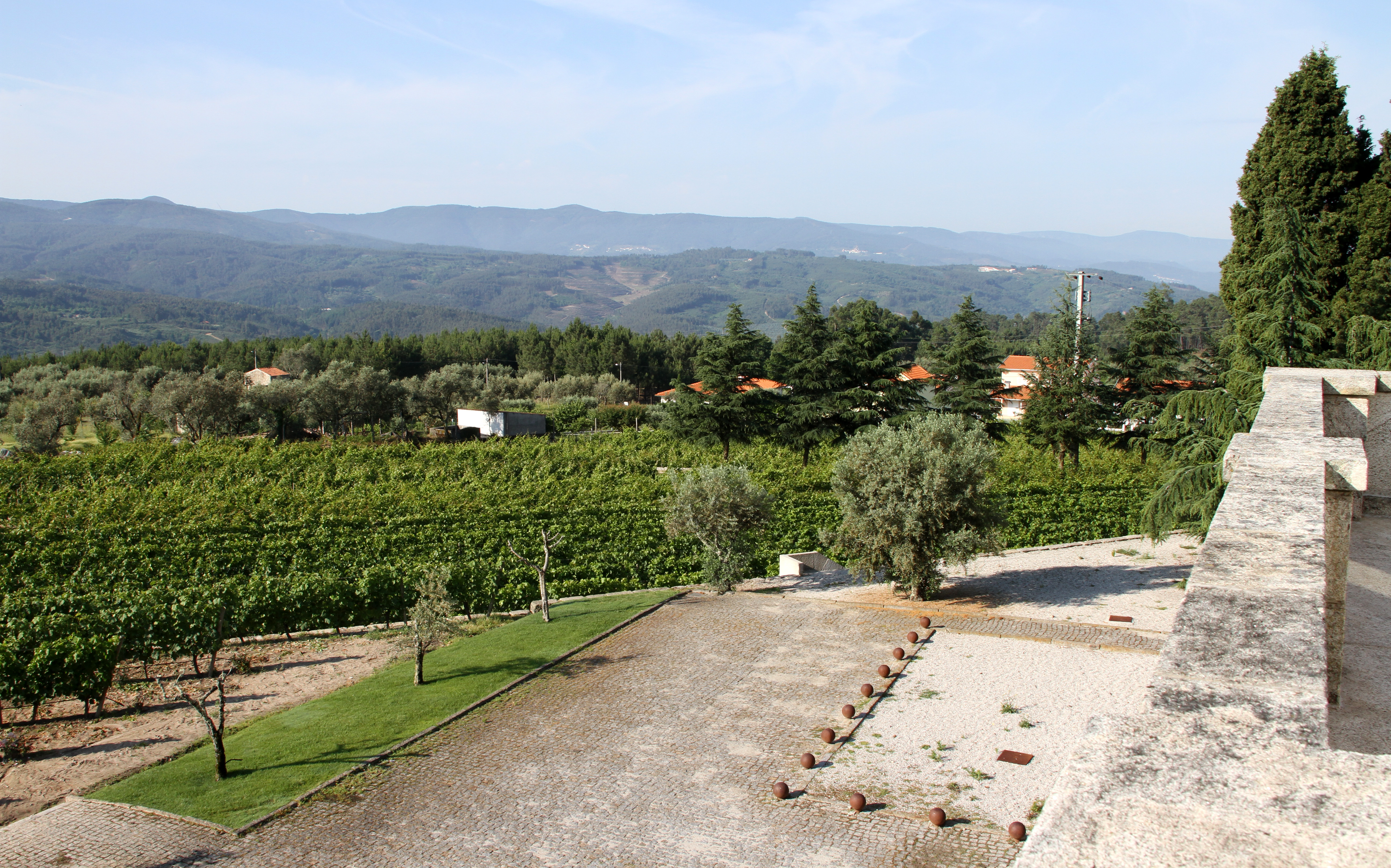
Uitzicht vanaf terras

Het dorp was de woonplaats van de Nederlandse schrijver Gerrit Komrij. Onder de titel Vila Pouca schreef Komrij columns in het NRC Handelsblad over het leven in het dorp.